# Tour de Mersin
El Tour de Mersin (en turco Mersin Turu) es una carrera ciclista por etapas turca que se disputa en la provincia de Mersin y fue creada en 2015. Esta carrera forma parte desde su creación del UCI Europe Tour, en categoría 2.2.

## Palmarés
| Año  | Ganador            | Segundo            | Tercero                |
| ---- | ------------------ | ------------------ | ---------------------- |
| 2015 | Oleksandr Polivoda | Vitaliy Buts       | Mykhailo Kononenko     |
| 2016 | Nazim Bakirci      | Ike Groen          | Stefan Koychev Hristov |
| 2017 | Stanislau Bazhkou  | Eduard Vorganov    | Galym Ajmétov          |
| 2018 | Eduard Vorganov    | Stanamir Cholakov  | Nicolás Tivani         |
| 2019 | Peter Koning       | Branislau Samoilau | Halil İbrahim Doğan    |
| 2024 | Marcin Budziński   | Oliver Mattheis    | Dawit Yemane           |

## Palmarés por países
| País         | Victorias |
| ------------ | --------- |
| Ucrania      | 1         |
| Turquía      | 1         |
| Bielorrusia  | 1         |
| Rusia        | 1         |
| Países Bajos | 1         |
| Polonia      | 1         |
| Sudáfrica    | 1         |